# Confederação Brasileira do Xadrez Escolar

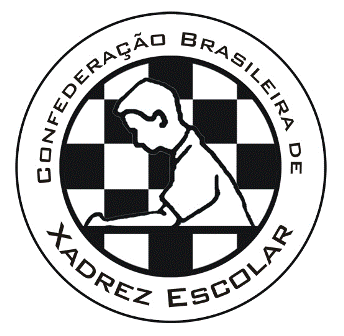
Logo da Confederação Brasileira de Xadrez Escolar (CBXE).

A Confederação Brasileira de Xadrez Escolar (CBXE) é uma entidade civil de caráter social, esportivo, cultural e científico, sem fins lucrativos, com sua sede, administração e foro em Matinhos, estado do Paraná, e que tem como seu principal objetivo a divulgação e o incentivo à prática do xadrez em âmbito escolar.

## Atividades
A CBXE executa suas atividades através de projetos, programas ou planos de ações, por meio de doações, de recursos, ou prestação de serviços intermediários, de apoio a outras entidades, ou convênio com organizações com ou sem fins lucrativos e com órgãos públicos.

## Objetivos
A CBXE tem por objetivos:
- Amparar e prestigiar os filiados;
- Promover e difundir o xadrez e outros jogos pedagógicos nas escolas e participar de campeonatos dessas modalidades no âmbito estadual, nacional e internacional;
- Divulgar e incentivar a prática do esporte em âmbito escolar e promover a massificação de atividades lúdico-pedagógico;
- Divulgar e promover os aspectos socioculturais do xadrez e demais modalidades afins, em especial o seu ensino nos liceus e espaços escolares;
- Produzir e divulgar a prática do xadrez e jogos pedagógicos tendo como objetivo o equilíbrio ecológico;
- Promover a utilização da Informática e da Internet para a divulgação dessas atividades lúdicas e a organização de eventos on-line;
- Promover pesquisas, cursos, palestras, concursos, bem como manter uma base de dados atualizada em relação a estes eventos;
- Atuar em favor do desenvolvimento do xadrez e demais jogos como elemento de integração social e do progresso intelectual;
- Promover e incentivar a cultura da prática do xadrez, assim como atividades lúdico-pedagógicas.

## Filiações
Podem se filiar a CBXE, pessoas jurídicas, clubes, associações, entidades, empresas, escolas, associações de pais e mestres e agremiações de qualquer natureza, que se tenham como objetivo a prática e difusão do xadrez escolar, ou as outras atividades compreendidas em seu estatuto e que se enquadrem nas seguintes categorias:
- Contribuinte: que contribuem para a manutenção da entidade;
- Beneméritos: que hajam contribuído voluntariamente com valores significativos, com anuência da Diretoria;
- Honorários: o que não sendo associados hajam prestado relevantes serviços a CBXE, a juízo da diretoria e com aprovação da Assembleia Geral;
- Fundadores: aqueles que constam na ata de fundação,

As pessoas jurídicas indicam seu representante perante a CBXE, que devidamente credenciado as representa nas Assembleias Gerais Ordinárias e Extraordinárias.
Só são admitidas no quadro social da CBXE, as entidades que preencherem os seguintes requisitos:
- Solicitem oficialmente sua filiação mediante entrega da documentação exigida;
- Prestem informações complementares julgadas necessárias pela diretoria.